# کاتیا وویوود
کاتیا وویوود (آلمانی: Katja Woywood؛ زادهٔ ۱۰ مهٔ ۱۹۷۱) هنرپیشه اهل آلمان است. وی از سال ۱۹۸۵ میلادی تاکنون مشغول فعالیت بوده‌است.
از فیلم‌ها یا برنامه‌های تلویزیونی که وی در آن نقش داشته‌است می‌توان به هشدار برای کبرا ۱۱، روباه پیر، درک، هلیکوپتر پلیس و پرونده‌ای برای دو نفر اشاره کرد.